# Ґао Мінь (стрибунка у воду)
Ґао Мінь (7 вересня 1970) — китайська стрибунка у воду.
Олімпійська чемпіонка 1988, 1992 років у стрибках з триметрового трампліна. Чемпіонка світу з водних видів спорту 1986, 1991 років.